# Mirasierra-Paco de Lucía
Mirasierra-Paco de Lucía – stacja kolejowa regionalnych kolei Cercanías, znajdująca się w Madrycie. Położona jest w dzielnicy Mirasierra w dystrykcie Fuencarral-El Pardo, w bezpośrednim sąsiedztwie wybudowanej w 2015 roku stacji metra Paco de Lucía. Sąsiednimi stacjami są Pitis i Ramón y Cajal.
Stacja obsługuje linie Cercanías C3A, C7 i C8. Została otwarta 6 lutego 2018. Koszty jej budowy wyniosły 6,186 mln euro. W ciągu pierwszego roku funkcjonowania obsłużyła ponad milion pasażerów.